# ハーバー (菓子)

ハーバーとカフェオレ

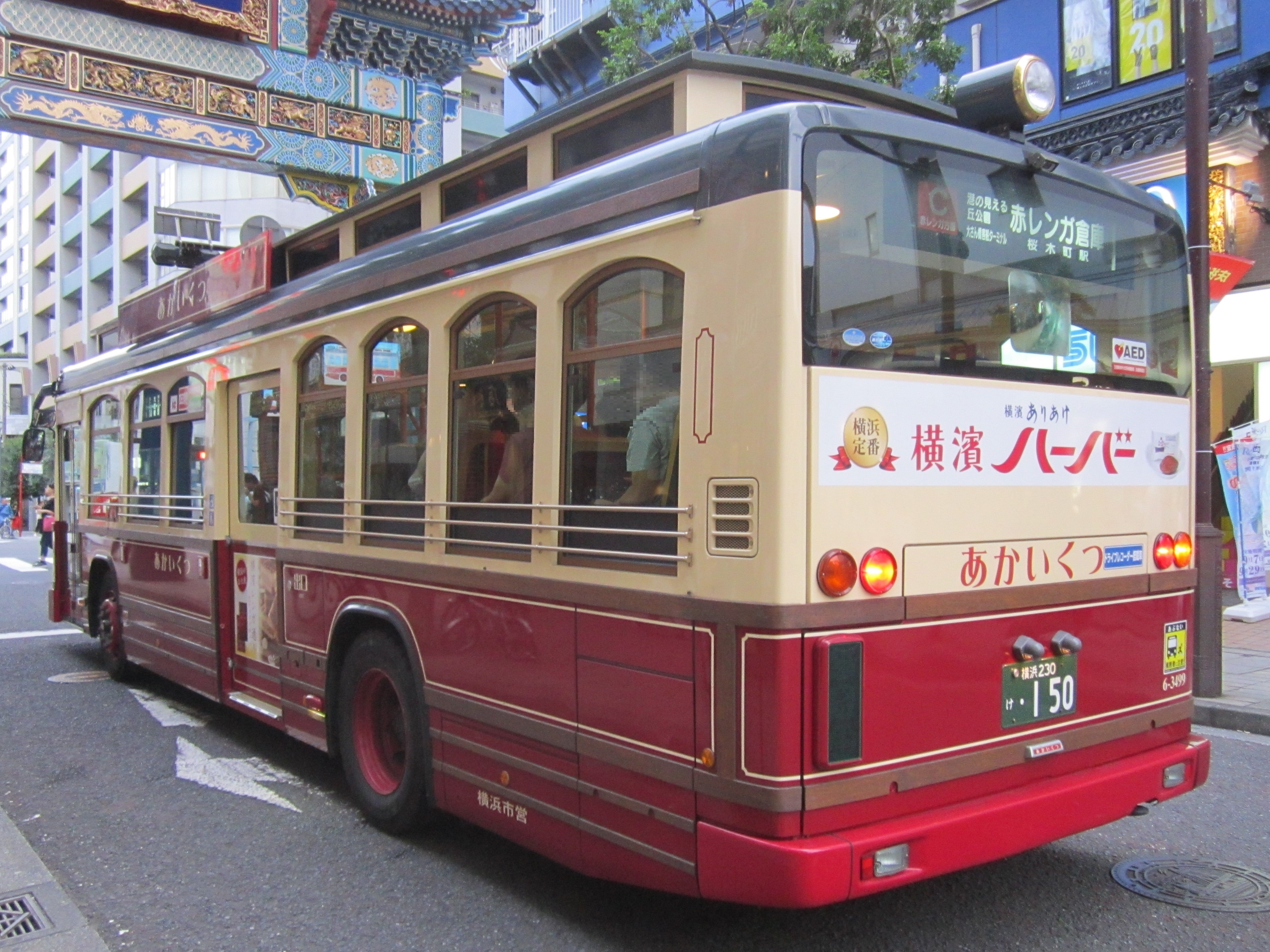
横浜市営バス「あかいくつ」に掲出されたハーバーの車体広告

ハーバーは、横浜市中区の洋菓子会社、株式会社ありあけが製造・販売する菓子である。マロンあんを焼菓子生地で包んだ洋風饅頭で、横浜の波止場（ハーバー）を往来する船の形を模している。

## 歴史
1954年、横浜市鶴見区にあった有明製菓株式会社より発売された。当時は戦後の食糧難の名残で、まだ洋菓子自体が贅沢品とみなされていた頃、ふんだんに用いた栗に夢をもじってロマンと命名されたが、船をかたどったデザインであったことから、1966年、ミナト横浜にちなんでハーバーに改称された。以後、地元のテレビ局などにおいて積極的に宣伝を行い、小林亜星が作詞作曲した独特な旋律のコマーシャルソングを使用して南関東における知名度はかなり高く、観光地としての知名度や人口に比して土産物の品数が少ないという横浜独特の事情も加わり、ハーバーは地元の銘菓に成長するが、製造元の有明製菓がバブル期の不動産投資失敗により1999年に倒産し、ハーバーの生産も中止されて一旦市場から姿を消す。
しかし、月餅や崎陽軒のシウマイと並んで横浜土産の定番であったことから、元従業員や市民による復活運動の末、洋菓子類の製造卸販売を手掛けるプレシアが支援に乗り出して2000年に新生・有明製菓を設立し、ありあけのハーバーの発売を復活させている。復活時に栗あんの食感を多少調整しているため、風味は必ずしもオリジナルのまま復活したわけではない。
2009年3月、横浜開港150周年にあたりパッケージを柳原良平のイラスト入りのものに変更している。2015年6月にはパッケージのリニューアルを行い、主力商品の「ダブルマロン」と「黒船ショコラ」、2種詰め合わせの「アソート」の正式名称が「ありあけハーバー」から「ありあけ横濱ハーバー」に変更された。柳原のイラストは引き続き使用される。

## 宣伝活動
1970年代には日本テレビおよびNETテレビの夕方の子供向け番組の時間帯を中心にテレビCMを放映していた。しかし近年は地元のtvkでしかCMは見られなかったが、2009年5月頃より在京局でもCMを流すようになった。以前のCMで流れる歌は藤本房子の独唱だったが、その後女性の合唱団と思しきコーラスになり、2012年4月からは由紀さおりの歌唱・出演によるCMがオンエアされている。
横浜スタジアムのレフト後方に広告看板があるほか、横浜DeNAベイスターズ選手がホームランを打った際にはスコアボードおよびフェンス上部のリボンビジョンに広告が表示される。2010年に横浜ベイスターズに途中加入したブレット・ハーパーの活躍もあり、同スタジアムでは8月から「ハーパーがホームランを打った直後から小学生以下の子どもにハーバーの無料プレゼント（各試合先着1000名）」というサービスを行なっていた。また、横浜F・マリノスとのコラボレーションパッケージ商品を販売しているほか、J1リーグホームゲームではF・マリノスが勝利した際に「ありあけのハーバーPresents Man Of The Match」として選手1人にハーバー1年分を贈呈している。
2012年4月からは、日産自動車グローバル本社内の日産ギャラリー限定パッケージのものも発売されている。
2016年12月からは、横浜DeNAベイスターズ（同年で現役引退、2020年11月に監督就任）の三浦大輔を起用したCMがオンエアされている。
復活20周年に際し、日本記念日協会に8月8日を「ありあけハーバーの日」とする申請を行い、2020年4月に認定された。毎年同日にキャンペーンを実施している。